# Chamaedorea guntheriana
Chamaedorea guntheriana là loài thực vật có hoa thuộc họ Arecaceae. Loài này được Hodel & N.W.Uhl mô tả khoa học đầu tiên năm 1990.